# الحزه العليا (يريم)

تعديل مصدري - تعديل

الحزه العليا هي إحدى قرى عزلة ارياب بمديرية يريم التابعة لمحافظة إب، بلغ تعداد سكانها 409 نسمة حسب تعداد اليمن لعام 2004.